# Госвілл (Кентуккі)
Госвілл (англ. Hawesville) — місто (англ. city) в США, в окрузі Генкок штату Кентуккі. Населення — 1023 особи (2020).

## Географія
Госвілл розташований за координатами 37°53′51″ пн. ш. 86°44′52″ зх. д. / 37.89750° пн. ш. 86.74778° зх. д. (37.897420, -86.747888).  За даними Бюро перепису населення США в 2010 році місто мало площу 3,24 км², з яких 3,24 км² — суходіл та 0,00 км² — водойми. В 2017 році площа становила 4,20 км², з яких 4,19 км² — суходіл та 0,01 км² — водойми.

## Демографія
Згідно з переписом 2010 року, у місті мешкало 945 осіб у 382 домогосподарствах у складі 262 родин. Густота населення становила 291 особа/км².  Було 431 помешкання (133/км²).
Расовий склад населення:
| - 96,3 % — білих - 1,2 % — чорних або афроамериканців - 0,6 % — корінних американців - 0,2 % — азіатів |

До двох чи більше рас належало 1,6 %. Частка іспаномовних становила 0,8 % від усіх жителів.
За віковим діапазоном населення розподілялося таким чином: 27,3 % — особи молодші 18 років, 57,6 % — особи у віці 18—64 років, 15,1 % — особи у віці 65 років та старші. Медіана віку мешканця становила 36,5 року. На 100 осіб жіночої статі у місті припадало 89,8 чоловіків;  на 100 жінок у віці від 18 років та старших — 84,7 чоловіків також старших 18 років.
Середній дохід на одне домашнє господарство  становив 45 926 доларів США (медіана — 42 865), а середній дохід на одну сім'ю — 52 893 долари (медіана — 47 000). Медіана доходів становила 36 339 доларів для чоловіків та 29 583 долари для жінок. За межею бідності перебувало 22,3 % осіб, у тому числі 32,7 % дітей у віці до 18 років та 16,4 % осіб у віці 65 років та старших.
Цивільне працевлаштоване населення становило 484 особи. Основні галузі зайнятості: виробництво — 28,5 %, освіта, охорона здоров'я та соціальна допомога — 21,7 %, мистецтво, розваги та відпочинок — 8,5 %, фінанси, страхування та нерухомість — 8,1 %.